# Direito autoral

Símbolo de copyright

Direito autoral ou direito de autor, também chamado copyright (em inglês) ou copirraite (aportuguesamento), é um conjunto de prerrogativas conferidas por lei à pessoa física ou jurídica criadora da obra intelectual, para que ela possa usufruir de quaisquer benefícios morais e patrimoniais resultantes da exploração de suas criações. É derivado dos direitos individuais e situa-se como um elemento híbrido, especial e autônomo dentro do direito civil.
O direito autoral está inserido dentro do macro tema da Propriedade Intelectual, com ênfase na proteção de criações intelectuais. Os Direitos Autorais garantem ao autor da obra a proteção e o reconhecimento da sua criação, bem como o direito exclusivo de comercialização, reprodução e lucro.
No Brasil, a proteção conferida pelo Direito Autoral surge de forma automática no momento em que a obra é criada e se torna perceptível, não sendo obrigatório - ainda que importante, qualquer registro ou publicação para sua validade.
Os direitos autorais se subdividem em três grupos: a) o Direito do Autor propriamente dito, b) os Direitos Conexos e c) Proteção jurídica do software.
Para efeitos legais,  nota-se  os direitos morais e patrimoniais: o direito autoral moral assegura a autoria e integridade da criação ao autor da obra intelectual e são, em geral, intransferíveis e irrenunciáveis na maioria dos países, incluindo o Brasil. Já o direito autoral patrimonial se refere principalmente à utilização econômica da obra intelectual, podendo ser transferidos e/ou cedidos a outras pessoas; a transferência dos direitos autorais patrimoniais se dá por meio de licenciamento e/ou cessão.
Direito autoral não se confunde com o direito editorial, definido como o conjunto de prerrogativas, direitos e obrigações que um editor detém ao publicar uma obra.
Uma obra entra em domínio público quando os direitos patrimoniais expiram. Isso geralmente é um período decorrido após a morte do autor (post mortem auctoris). O prazo mínimo, a nível mundial, é de 50 anos e está previsto pela Convenção de Berna. Muitos países têm estendido o termo amplamente. Por exemplo, nas legislações brasileira e europeia, é de 70 anos. Uma vez passado esse tempo, este trabalho pode então ser utilizado livremente, com muitas legislações mantendo a obrigatoriedade de determinados direitos morais mesmo após esse período.
O direito de autor é compreendido como uma modalidade da propriedade intelectual e um dos direitos humanos fundamentais na Declaração Universal dos Direitos Humanos. No direito anglo-saxão se utiliza a noção de copyright (traduzido literalmente como 'direito de cópia') que se foca na parte patrimonial dos direitos de autor (direitos patrimoniais) e tem uma perspectiva mais objetiva.

## História
Apesar de já existirem institutos anteriores que se assemelhavam aos existentes hoje para proteção exclusiva de direito autoral, voltados para editores e implementados por toda a Europa a partir do final do século XV, foi no Reino Unido, em 1710, que entrou em vigor aquela que ficou conhecida como a primeira lei de direitos autorais conhecida, o Estatuto da Rainha Ana, que dizia respeito apenas a livros. Em 1735, foi adotada outra lei, que abrangia desenhos. Ao longo do século XVII, nos reinados de Jorge II e Jorge III foram realizadas ampliações e aperfeiçoamentos na legislação.
Em paralelo, se desenvolveu na Europa continental, especialmente na França, uma perspectiva mais voltada para a proteção subjetiva do criador intelectual do que a proteção contra a cópia da obra, culminando com uma série de leis francesas entre 13 de janeiro de 1791 e 24 de julho de 1793.
Dinamarca, Espanha, Alemanha, Estados Unidos e outros países também adotaram, em épocas próximas, legislações sobre direitos de impressão e reprodução de obras.
No Brasil, a proteção dos direitos autorais teve início por meio da concessão de privilégios pessoais, concedidos individualmente como um favor específico. Somente com a promulgação da Lei de criação das Faculdades de Direito de Olinda e de São Paulo, em 1827, surgiu a primeira forma de proteção geral aos direitos dos autores, embora restrita a uma categoria determinada.

## Conceitos

### Direitos morais e patrimoniais
Direitos patrimoniais são aqueles que autorizam seu titular a explorá-la economicamente; direitos morais são aqueles que garantem, de maneira irrenunciável e inalienável, que o autor sempre será referido como o criador da obra e poderá, em certas situações, evitar atos relacionados a ela que afetem sua honra.
Os direitos morais dividem-se em três grande direitos: a indicação da autoria (o autor tem o direito de sempre ser referido como criador da obra), a circulação da obra (o autor tem o direito de manter uma obra inédita ou retirá-la de circulação) e a alteração da obra (o autor tem o direito de modificar sua obra ou vetar qualquer modificação a ela).

### Direito editorial e direito autoral
Direito autoral é distinto de direito editorial. O "direito editorial refere-se ao conjunto de normas que relaciona as obrigações, direitos, responsabilidades do editor ao engajar-se na produção de livros e outros produtos de comunicação". Já o direito autoral ocupa-se dos agentes criadores de conteúdo.

## Tradições
Existem duas tradições jurídicas: a civil law, de origem romano-germânica, identificada com a Europa Continental, e a common law, de origem anglo-saxônica. O copyright foi originado dentro das tradições da common law, enquanto o Droit d'auteur na tradição jurídica do civil law, e apesar de serem muito semelhantes, existem diferenças significativas entre os modelos.
A common law tem um caráter de jurisprudências: as leis são menos exatas e mais baseadas em princípios, decisões e interpretações anteriores são usadas como referências. Na civil law, as leis são escritas de maneira detalhada, buscando cobrir a maior quantidade possível de situações.
Nos Estados Unidos, predomina a legislação baseada na common law, enquanto, no Brasil, predomina a civil law.
O droit d'auteur iniciou-se a partir de ideais individualistas presentes na Revolução Francesa (Hesse, 1991), com destaque para o debate entre Denis Diderot e Nicolas de Condorcet. Este debate foi marcante para o cenário intelectual francês do século XVIII e ainda serviu de inspiração para as lutas revolucionárias do final do século. A partir dele, entre 1791 e 1793, leis revolucionárias francesas foram criadas e espalharam o conceito do droit d'auteur pelos demais países que seguiam o modelo civil law (Lucas, 2006).
Desde 1950, ao se enfrentarem em nível internacional na Convenção de Berna, tem havido a necessidade das duas tendências, o copyright (common law) e o droit d'auteur (civil law), se adequarem entre si.
Hoje, há a tentativa de adequar essas duas formas de pensar, dado que existe tanto uma pressão para se incluir mais liberdade de acesso, principalmente por parte da comunidade científica que busca a difusão livre de conhecimento, quanto uma necessidade de padronização mundial das legislações sobre o tema.

## Proteção e registro
Nos países signatários da Convenção de Berna, entre eles o Brasil, a proteção ao direito do autor se dá de forma automática (a partir do momento da sua exteriorização) e não está subordinada a qualquer formalidade (registro), ainda que seja recomendável. Isso se reflete no artigo 18 da Lei de Direitos Autorais (LDA), ao preconizar que a proteção a direitos autorais independe de registro. Ou seja, perante a lei brasileira o registro é meramente declarativo e não constitutivo de direito.
Para que o autor e sua obra possam receber a proteção da lei brasileira, é suficiente a fixação ou expressão da obra (corpus mysticum), em qualquer tipo de suporte (corpus mechanicum), tangível ou intangível, conhecido ou que venha a existir. Para fins de reconhecimento e comprovação de autoria, qualquer forma de registro é valido, desde que datado.
O autor que opta por registrar sua obra deve fazê-lo no órgão público correspondente à natureza de sua criação. Por exemplo, criadores de obras intelectuais, como escritores, músicos, poetas, desenhistas devem procurar os órgãos de registro elencados no art. 17, §1 da Lei 5 988/1973 (Biblioteca Nacional, Escola de Música, Escola de Belas Artes da Universidade Federal do Rio de Janeiro, Instituto Nacional do Cinema, ou no Conselho Federal de Engenharia e Agronomia), enquanto os inventores, criadores de software (que também são protegidos por direito autoral, apesar de seu caráter eminentemente técnico), desenvolvedores de marcas e patentes e desenhistas industriais devem se dirigir ao Instituto Nacional de Propriedade Industrial (INPI) para registro de suas obras.

### Reprodução
Reprodução é a cópia em um ou mais exemplares de uma obra literária, artística ou científica. Cabe ao autor o direito exclusivo de utilizar, usufruir e dispor da obra literária, artística ou científica. O uso da obra, por quaisquer modalidades, dentre elas a reprodução parcial ou integral, depende de autorização prévia e expressa do titular ou do detentor dos direitos autorais (herdeiro, sucessor, cessionário ou licenciado), conforme previsão do artigo 29 da Lei de Direitos Autorais (LDA) brasileira.
As reproduções sem autorização do titular dos direitos autorais, fora das estipulações legais (como os limites e exceções, que são interpretados extensivamente, ou a constatação de pertencimento ao domínio público), constituem contrafação, um ato ilícito civil e, nos casos de intuito lucrativo ou de infração de direitos morais no Brasil (objeto do caput do art. 184 do Código Penal, conforme explicação dada pelo legislador), também criminal.
É válido apontar que ao comprar um livro, DVD, CD, ou qualquer obra artística gravada em qualquer formato (incluindo os digitais), adquire-se apenas um direito limitado de apreciar ou utilizar o trabalho do criador. Ou seja, o direito de propriedade ou posse não autoriza a reprodução e comercialização da obra adquirida.

### Expiração e domínio público
Nos termos do artigo 7º da Convenção de Berna, que atualmente conta com 181 países signatários, a obra literária entra em domínio público cinquenta anos após o ano subsequente ao do falecimento do autor. Uma vez no domínio público, a obra pode ser utilizada por qualquer pessoa sem a necessidade autorização dos herdeiros do autor. Além disso, compete ao Estado a defesa da obra (ou seja, a defesa de sua integridade e autoria). No caso da legislação americana, como regra geral para obras publicadas depois de 1 de janeiro de 1978, os direitos autorais duram 70 anos após o falecimento do autor. Em caso de trabalho anônimo, pseudoanônimo ou feito sob encomenda, os direitos autorais se mantêm após 95 anos da primeira publicação ou 120 anos após sua criação.
No caso do Brasil, os sucessores do autor da obra perdem os direitos autorais adquiridos setenta anos após a morte do mesmo, tal como indica o artigo 41 da LDA. Tal prazo refere-se tão somente aos diretos patrimoniais do autor, não se aplicando aos direitos morais, os quais são imprescritíveis, mas que só podem ser exercidos por órgão público responsável após a entrada da obra em domínio público.
Outras situações em que a obra passa a ser de domínio público se dão quando o autor não deixa herdeiros e quando o autor é desconhecido.
Também se considera que uma obra está originariamente no domínio público quando a lei expressamente a exclui do objeto de proteção. Por exemplo, em Portugal, o artigo 7.º (Exclusão de proteção) do CDADC refere que não constituem objeto de proteção:
a) As notícias do dia e os relatos de acontecimentos diversos com carácter de simples informações de qualquer modo divulgadas;
b) Os requerimentos, alegações, queixas e outros textos apresentados por escrito ou oralmente perante autoridades ou serviços públicos;
c) Os textos propostos e os discursos proferidos perante assembleias ou outros órgãos colegiais, políticos e administrativos, de âmbito nacional, regional ou local, ou em debates públicos sobre assuntos de interesse comum;
d) Os discursos políticos.
Em relação aos documentos legais o n.º 1 do art.º 8.º do CDADC estabelece que os textos compilados ou anotados a que se refere a alínea c) do n.º 1 do art.º 3º, bem como as suas traduções oficiais não beneficiam de proteção, por conseguinte as leis, projetos de lei, decretos, portarias etc. não são protegidos por direito de autor.

## Direitos conexos
Os direitos conexos, também chamados de direitos vizinhos ou análogos, têm por escopo a proteção do profissional ou colaborador que, através de sua mão de obra, seja ela criativa ou técnica, agrega valor à obra criada pelo autor. Eles incidem sobre todas as interpretações ou execuções artísticas e suas respectivas transmissões e retransmissões.
Os direitos conexos se consolidam internacionalmente Convenção de Roma, adotada na capital italiana em 1961. Tais direitos se embasam na teoria de que, ao interpretar ou trabalhar com ou na obra criada pelo autor, o intérprete "cria" sua própria obra, agregando elementos de sua própria personalidade e colaborando com o autor ao agregar valores à obra criada. Por essa razão, podem ser invocados até mesmo contra o autor da obra.
No Brasil, o texto da Convenção de Roma foi promulgado pelo Decreto nº 57 125, de 19 de outubro de 1965 e os direitos conexos estão previstos no artigo 89 da LDA. Na legislação brasileira (artigo 96 da LDA), o prazo de proteção aos direitos conexos é de 70 anos.

## Natureza jurídica
Há controvérsia quanto à natureza jurídica dos direitos autorais: alguns consideram-no direito de propriedade, enquanto outros consideram-no direito de personalidade. É comum a adoção de uma solução conciliatória, que adota ambas as concepções ao afirmar que os direitos autorais são de natureza híbrida. Esta solução foi incorporada em diversos ordenamentos jurídicos distintos, de modo que, por força de lei, existem dois núcleos: um de direitos morais, inalienáveis, no qual se inserem direitos como os de paternidade e de integridade da obra; e um de direitos patrimoniais, abrigando direitos como os de controle sobre a reprodução, edição e tradução da obra.
Na legislação brasileira, salvo raras exceções, como algumas obras coletivas e programas de computador, o autor deve ser pessoa física. Isto levou alguns a considerar que o direito autoral é parte integrante do conceito de propriedade intelectual. Contudo, a doutrina contemporânea tem criticado este conceito, sob o fundamento de que associar os direitos autorais à ideia de propriedade visa apenas justificar o monopólio privado de distribuição de obras intelectuais.
Na legislação portuguesa, os direitos de autor são regulados pelo Código dos Direitos de Autor e dos Direitos Conexos (CDADC) e pelos decretos-Lei seguintes. Permanecem em vigor o Decreto-Lei 63/85, de 14 de Março, com as alterações feitas pela Lei 45/85, de 17 de Setembro, pela Lei 114/91, de 3 de Setembro, pelo Decreto-Lei  332/97, de 27 de Novembro, e pelo Decreto-Lei 334/97, de 27 de Novembro.
A melhor forma de evitar o plágio (violação de direito autoral quando uma pessoa física ou jurídica se apropria de um texto de obra consultada) é o uso de paráfrase, metáfrase e perífrase, além de uma contribuição original mínima. A mera paráfrase, sem nenhuma contribuição original própria e sem referenciar o autor originário, ainda pode constituir plágio.

## Direitos autorais no Brasil
A Lei de Direitos Autorais (LDA), ou Lei 9.610, de 19 de fevereiro de 1998, rege o direito autoral no Brasil, que adotou a Convenção de Berna em 1975. Essa legislação se alinha ao sistema internacional de direito autoral e define os direitos morais e patrimoniais dos autores sobre suas criações intelectuais, assim como as exceções permitidas ao uso dessas obras.
Entre 2007 e 2011, ainda no âmbito do Ministério da Cultura, a Subsecretaria de Direitos Autorais e Intelectuais (SDAI), órgão especializado na formulação de políticas de direito autoral na cultura, promoveu um amplo processo de consulta pública sobre a reforma da LDA. Um anteprojeto foi elaborado propondo, entre outras medidas:
1. Regulação e fiscalização da gestão coletiva;
2. Ampliação das exceções para fins educacionais, bibliotecas e preservação digital;
3. Reforço dos direitos do autor frente a intermediários comerciais;
4. Inclusão de uma cláusula geral de uso justo (fair use);

Tal consulta gerou controvérsias entre organizações que se posicionavam a favor da proposta as que se posicionavam contrariamente, como, por exemplo, a Academia Brasileira de Letras. O anteprojeto não avançou no Congresso Nacional.

### Autoria e titularidade
Segundo a legislação brasileira, o conceito de autor é distinto daquele de titular dos direitos autorais. O primeiro é a pessoa física criadora da obra literária, artística ou científica. O segundo é a pessoa física ou jurídica legitimada a exercer os direitos sobre a obra. A titularidade de uma obra pode ser transferida a terceiros, mas a autoria, por ser um direito de personalidade, é intransferível.
Apesar dessa distinção, é comum a figura do redator contratado ou ghost writer. Tal figura, antes prevista em legislações pretéritas brasileiras, está protegida da mesma forma que o autor, pois é autor.